# Klaus Friedrich Roth
Klaus Friedrich Roth (* 25. Oktober 1925 in Breslau, Provinz Niederschlesien; † 10. November 2015 in Inverness, Schottland) war ein aus Deutschland stammender britischer Mathematiker, der 1958 für seine besonderen Verdienste in der Mathematik mit der Fields-Medaille ausgezeichnet wurde.

## Leben
Klaus Friedrich Roth wurde 1925 in Breslau als Sohn jüdischer Eltern geboren. Er kam als Jugendlicher auf der Flucht vor den Nationalsozialisten nach England und besuchte von 1939 bis 1943 die St Paul’s School in London und studierte dann im College Peterhouse der Universität Cambridge, unter anderem bei Harold Davenport. Nach der Graduierung 1945 wurde er Assistent an der international bekannten Gordonstoun School nahe Elgin in Schottland. Die Internatsschule war 1934 von dem deutschen Pädagogen Kurt Hahn als Knabenschule gegründet worden und sollte der charakterlichen Entwicklung sowie der akademischen Bildung dienen. Roth kehrte aber 1946 nach London zurück, um an der Universität zu forschen. Den Abschluss als Magister (Master) machte er 1948. Zwei Jahre später wurde er promoviert und 1961 zum Professor am University College London berufen. 1966 nahm er einen Ruf auf einen Lehrstuhl für Reine Mathematik am Imperial College London an und bekleidete diese Position bis 1988.

## Werk
Roth arbeitete hauptsächlich auf dem Gebiet der Zahlentheorie, speziell der diophantischen Approximation. Sein bedeutendstes Ergebnis fand im Satz von Thue-Siegel-Roth seinen Niederschlag. Er besagt, dass für jede algebraische Zahl {\displaystyle \alpha } und jedes {\displaystyle \varepsilon >0} die Ungleichung (p, q teilerfremd)
{\displaystyle \left|\alpha -{\frac {p}{q}}\right|<q^{-(2+\varepsilon )}}
nur endlich viele Lösungen hat. Das ist der „beste“ mögliche solche Satz und verbessert Vorläufer-Versionen von Axel Thue und Carl Ludwig Siegel. Er gibt allerdings keine effektive Methode zur Bestimmung solcher Lösungen an.
1953 bewies er einen Satz (Satz von Roth) über die Mindestdichte von Mengen natürlicher Zahlen, die die Existenz nichttrivialer arithmetischer Progressionen mit drei Termen sicherstellen (ein Spezialfall eines später von Endre Szemerédi bewiesenen und nach diesem benannten Satzes). Der Satz ist später von Jean Bourgain, Roger Heath-Brown und Tom Sanders verschärft worden.
In den 1960er Jahren entwickelte er gleichzeitig mit Enrico Bombieri die Methode des „Großen Siebes“ von Juri Linnik und Alfréd Rényi in der analytischen Zahlentheorie weiter. Mit Halberstam ist er Autor eines Buches „Siebmethoden“.
Neben der Fields-Medaille erhielt Roth weitere Ehrungen für seine Arbeit. 1960 wurde er Ehrenmitglied der Royal Society of London, 1966 der American Academy of Arts and Sciences und 1983 der Royal Society of Edinburgh. Er erhielt 1983 die De-Morgan-Medaille von der London Mathematical Society sowie 1991 die Sylvester-Medaille von der Royal Society. 1958 hielt er einen Plenarvortrag auf dem Internationalen Mathematikerkongress in Edinburgh (Rational Approximations to Algebraic Numbers).